# Vnislav
Vnislav (češko Vnislav) je bil četrti od sedmih čeških mitskih knezov med (prav tako mitskim) ustanoviteljem dinastije Přemyslidov Přemyslom Oračem in prvim zgodovinskim knezom Bořivojem I. Imena knezov so bila prvič zapisana v Kozmovi Kroniki Čehov in nato prenesena v večino zgodovinskih knjig 19. stoletja, vključno z Zgodovino češkega naroda na Češkem in Moravskem Františka Palackega.
Ena od teorij o številu knezov je podprta s freskami na stenah Rotunde svete Katarine v Znojmu na Moravskem. Anežka Merhautová ji oporeka in trdi, da freske prikazujejo člane dinastije Přemyslidov, vključno z mlajšimi moravskimi knezi.

## Ime
Vnislav je tipično slovansko ime, ki se konča na –slav, tako kot Venčeslav, Vladislav in podobna. Prvi del njegovega imena povzroča zmedo. Záviš Kalandra je domneval, da so imena sedmih knezov pozabljena  imena staroslovanskih dni v tednu.  Vnislav je bil četrti, torej sreda, ki po latinskem koledarju pripada Merkurju, bogu trgovanja in dobička. V slovanskem koledarju bi se Vnislav lahko nanašal  na slovanskega boga s podobno vlogo.  Druga teorija pravi, da so imena mitskih knezov po pomoti nastala iz sicer celovitega, vendar delno prekinjenega starega slovanskega besedila.